# Ангел правого плеча
Ангел правого плеча (тадж. Фариштаи китфи рост; перс. فرشته کتف راست‎) — таджикский комедийно-драматический фильм 2002 года режиссера Джамшеда Усмонова. Он был показан в разделе «Особый взгляд» на Каннском кинофестивале 2002 года.

## Сюжет
Темные делишки, которые Хамро проворачивал в Москве, не принесли ему мало-мальского капитала. Прожив десять лет в Москве, Хамро возвращается в таджикскую деревню, чтобы ухаживать за умирающей матерью. Но вместо того, чтобы заняться продажей дома и рассчитаться с долгами, которые накопила больная мать, он начинает перестройку дома. Таково последнее желание матери, мечтающей о больших красивых воротах, через которые будет не стыдно отправить ее в последний путь. А в итоге Хамро получит гораздо больше, чем он мог ожидать от жителей этой тихой деревушки…
Действие этой черной комедии, третьего художественного фильма Джамшеда Усмонова, происходит Ашт; там же и снимался фильм. Актерский состав этого фильма — реальное население самого городка Ашт. Усмонов на главные роли в фильме выбрал свою мать и брата — Маруфа Пулодзода.

## В ролях
- Уктамой Миясарова — Халима
- Маруф Пулодзода — Хамро
- Кова Тилавпур — Ятим
- Мардонкул Кульбобо — мэр
- Малохат Максумова — Саври
- Фуркат Буриев — Бармен
- Орзукуи Холиков — Молодой человек с козой
- Хоким Рахмонов — Дервиш
- Толиб Темуралиев — Миллионер
- Даврас Азимов — Швейцар